# Affaire Kurt Waldheim
L’affaire Kurt Waldheim est un débat international sur l'implication présumée de l'ancien Secrétaire général des Nations unies, Kurt Waldheim, dans des crimes de guerre pendant la période du nazisme. Ce débat a commencé en 1986, lors de sa campagne électorale pour la présidence fédérale de l'Autriche, et a duré jusqu'à la fin de son mandat en 1992.
Waldheim, qui de 1942 à 1944 avait été officier de renseignement des forces armées, démentait toute implication dans des crimes nazis. Les médias nationaux et étrangers, ainsi que le Congrès juif mondial, l'accusaient d'avoir participé à plusieurs activités du régime nazi. Le Congrès juif mondial affirma même avoir trouvé son nom sur une liste de criminels de guerre nazis présumés établie par l'armée américaine. Face à ce qu'ils considéraient être une ingérence étrangère dans la campagne, les défenseurs de Waldheim condamnèrent l'opportunisme de ses accusateurs.
En tant que président, Waldheim est resté isolé pour ce qui est de la politique étrangère. En avril 1987, les États-Unis ont publié une interdiction d'entrée pour les criminels de guerre présumés. La controverse prenant une tournure internationale, le gouvernement autrichien a décidé de nommer une commission internationale d'historiens pour examiner la vie de Waldheim entre 1938 et 1945. Leur rapport ne présente aucune preuve de la moindre implication personnelle de Waldheim dans ces crimes. Dans le même temps, bien que celui-ci ait affirmé ne pas être au courant des crimes commis, les historiens ont fourni des preuves indiquant que Waldheim devait être au courant des crimes de guerre.
À la suite de cette affaire, l'Autriche a discuté pour la première fois de la participation des Autrichiens à des crimes nazis. Cela a provoqué un glissement de la thèse selon laquelle l'Autriche avait été, en 1938, la « première victime d'Adolf Hitler », mais a également renforcé le parti populiste FPO.

## Historique

### Rapport des historiens
La Commission historique établie par le gouvernement autrichien est composée de Jean Vanwelkenhuyzen (Belgique), Manfred Messerschmidt (République fédérale d'Allemagne), Gerald Fleming (Royaume-Uni), Jehuda Wallach (Israël), Hagen Fleischer (Grèce), Hans-Rudolf Kurz (Suisse) et James Lawton Collins (États-Unis). Elle a tenu sa première réunion le 1er septembre 1987 et a publié ses résultats le 8 février 1988.
Dans le rapport, ceux-ci n'ont trouvé aucune preuve que Waldheim ait personnellement commis des crimes de guerre. Toutefois, ils ont indiqué que, du fait de ses diverses fonctions, il a dû en avoir connaissance. Ils n'ont pas non plus trouvé d'indication selon laquelle il aurait protesté ou tenté de prévenir, mais plutôt que ses activités avaient facilité les activités d'exécution. Il a notamment été prouvé que certains renseignements bibliographique de Kurt Waldhein étaient mensongers, incomplets ou inexacts. En ce qui concerne sa complicité, le rapport de la Commission indique

« Bien qu'il n'ait exercé que des fonctions subalternes et n'ait eu aucun pouvoir de contrainte, son éducation, ses connaissances et sa perspicacité en tant qu'interprète dans le processus de décision, mais surtout du fait de son activité dans le renseignement et sa proximité avec les événements, firent qu'il était très bien informé sur la guerre. […] Même si son influence personnelle dans le processus de décision au sein de la direction a été surévaluée par ses adversaires et sous-évaluée par ses défenseurs, Waldheim était fréquemment présents aux réunions et, par conséquent, était l'un des membres du personnel les mieux informés. […] La Commission n'a pris connaissance d'aucune situation dans laquelle Waldheim aurait émis des doutes face à l'injustice, ou avait protesté et pris des contre-mesures pour empêcher la réalisation de l'injustice ou au moins la contrecarrer. »

— Gehler et Sickinger 1995, p. 651

## Sources
- (de) Cet article est partiellement ou en totalité issu de l’article de Wikipédia en allemand intitulé « Waldheim-Affäre » (voir la liste des auteurs).